# Filhos de Babas
Filhos de Babas ou filhos de Baba (Bene Baba) na história de Israel, se refere a um grupo de judeus que eram leais à dinastia asmoneia, e que foram mortos por Herodes.
Os filhos de Babas, que apoiavam a dinastia asmoneia, se opuseram a que as portas de Jerusalém fossem abertas a Herodes, quando este estava cercando a cidade. Quando Herodes capturou a cidade, em 37 a.C., o rei ordenou a Costóbaro que os prendesse, porém ele os deixou vivos, e os escondeu por dez anos.
Em 26 a.C. (ou 25 a.C.) Costóbaro, o idumeu, e sua esposa Salomé, irmã de Herodes, tem uma desavença e ela, ao contrário do costume dos judeus, envia uma carta de divórcio ao marido, e se refugia com Herodes. Ela denuncia que Costóbaro estava tramando a revolta junto de Lisímaco, Antípatro e Dositeu. Salomé também diz que estava mantendo refugiado, no seu palácio, por doze anos, os filhos de Babas.
Herodes, ao descobrir isto, matou Costóbaro, os filhos de Babas, e todos que participaram da conspiração.
De acordo com o Talmude babilônico, um dos filhos de Babas, Baba ben Buta, foi poupado por Herodes, porém foi feito cego. A tradição registra um diálogo entre Herodes e Baba, e que termina com Baba sugerindo a Herodes que reconstrua o Templo de Jerusalém para expiar seus pecados.